# Première guerre intercoloniale
 (novembre 2023).
Si vous disposez d'ouvrages ou d'articles de référence ou si vous connaissez des sites web de qualité traitant du thème abordé ici, merci de compléter l'article en donnant les références utiles à sa vérifiabilité et en les liant à la section « Notes et références ».
Pour les autres conflits intercoloniaux des XVIIe et XVIIIe siècles, voir guerres intercoloniales.
Première guerre intercoloniale
Batailles
Baie d'Hudson
- Baie d’Hudson (1686)
- Fort Albany (1688)
- Fort Albany (1693)
- York Factory (1694)
- Baie d'Hudson (1697)

Québec et New York
- Lachine
- Schenectady
- Québec
- La Prairie
- Vallée Mohawk

Nouvelle-Angleterre, Acadie et Terre-Neuve
- Dover
- Pemaquid (1er)
- Salmon Falls
- Port Royal
- Fort Loyal
- Chedabucto
- York
- Wells
- Oyster River
- Baie de Fundy
- Pemaquid (2e)
- Chignectou
- Fort Nashwaak
- Terre-Neuve
- Haverhill

La première guerre intercoloniale (1688-1697), appelée par l'historiographie anglaise « King William's War,  Second Indian War, Father Baudoin's War, Castin's War », se rattache en Europe à la guerre de la Ligue d'Augsbourg. Cependant, le conflit a en Amérique des enjeux différents, les affrontements se produisant pour le contrôle de la pêche du golfe du Saint-Laurent et de la fourrure des Grands Lacs et de la baie d'Hudson.
C'est la première des guerres coloniales entre les colons français de la Nouvelle-France et les colons anglais de la Nouvelle-Angleterre, série presque ininterrompue de conflits qui prennent fin avec la défaite définitive des premiers à l'issue de la guerre de la Conquête en 1763.

## Histoire
En 1689, certaines colonies anglaises, principalement celle de New York, incitent les Cinq-Nations iroquoises à attaquer la Nouvelle-France. En août, un grand groupe d'Iroquois se lance à l'attaque du village de Lachine, sur l'Île de Montréal, et le ravage complètement. En représailles, le gouverneur, le comte de Frontenac, envoie trois groupes composés d'Amérindiens, de soldats et miliciens français à l'assaut de trois villages de la Nouvelle-Angleterre.
Jacques Testard de Montigny se porte volontaire dans les troupes canadiennes et participe à l'expédition militaire de Schenectady avec les Algonquins, Mohawks et les Saults, les alliés amérindiens des Français. Cette expédition militaire répond alors aux massacres de Lachine et de Lachenaie, un an plus tôt, au cours desquels les Iroquois, alliés des Anglais, ont massacré les colons français dans ces deux villages autour de Montréal. C'est le début des guerres franco-iroquoises et la première guerre intercoloniale, qui est rattachée de la guerre de la Ligue d'Augsbourg en Europe. Ces trois groupes font un raid sur Salmon Falls (aujourd'hui Berwick, au Maine) et Casco (Fort Loyal, aujourd'hui Falmouth, près de Portland, au Maine) pendant l'hiver de 1690.
Les colonies anglaises tentent alors le grand coup en lançant cette année deux attaques, qui devaient être simultanées, sur Québec et Montréal. L'amiral William Phips dirige une flotte, qui s'empare d'abord de Port-Royal en Acadie mais échoue devant Québec.
Francis Nicholson, qui dirige l'attaque sur Montréal par le couloir du Lac Champlain, doit rebrousser chemin, ses troupes étant décimées par la maladie. Le reste de cette guerre en Amérique est l'affaire de Pierre Le Moyne d'Iberville. Entre 1692 et 1696, Iberville chasse les Anglais de l'Acadie en détruisant Fort Pemaquid, saccage les installations de pêche des Anglais à Terre-Neuve et expulse à deux reprises les Anglais de la baie d'Hudson.
En 1697, le traité de Ryswick ne sert pas vraiment les intérêts de la Nouvelle-France. Comme en Europe, on revient plus ou moins à la situation d'avant la guerre, et toutes les conquêtes d'Iberville sont donc en quelque sorte annulées. Cependant, la Nouvelle-France sort intacte de ce conflit.